# Stabilimento carcerario di Lisbona

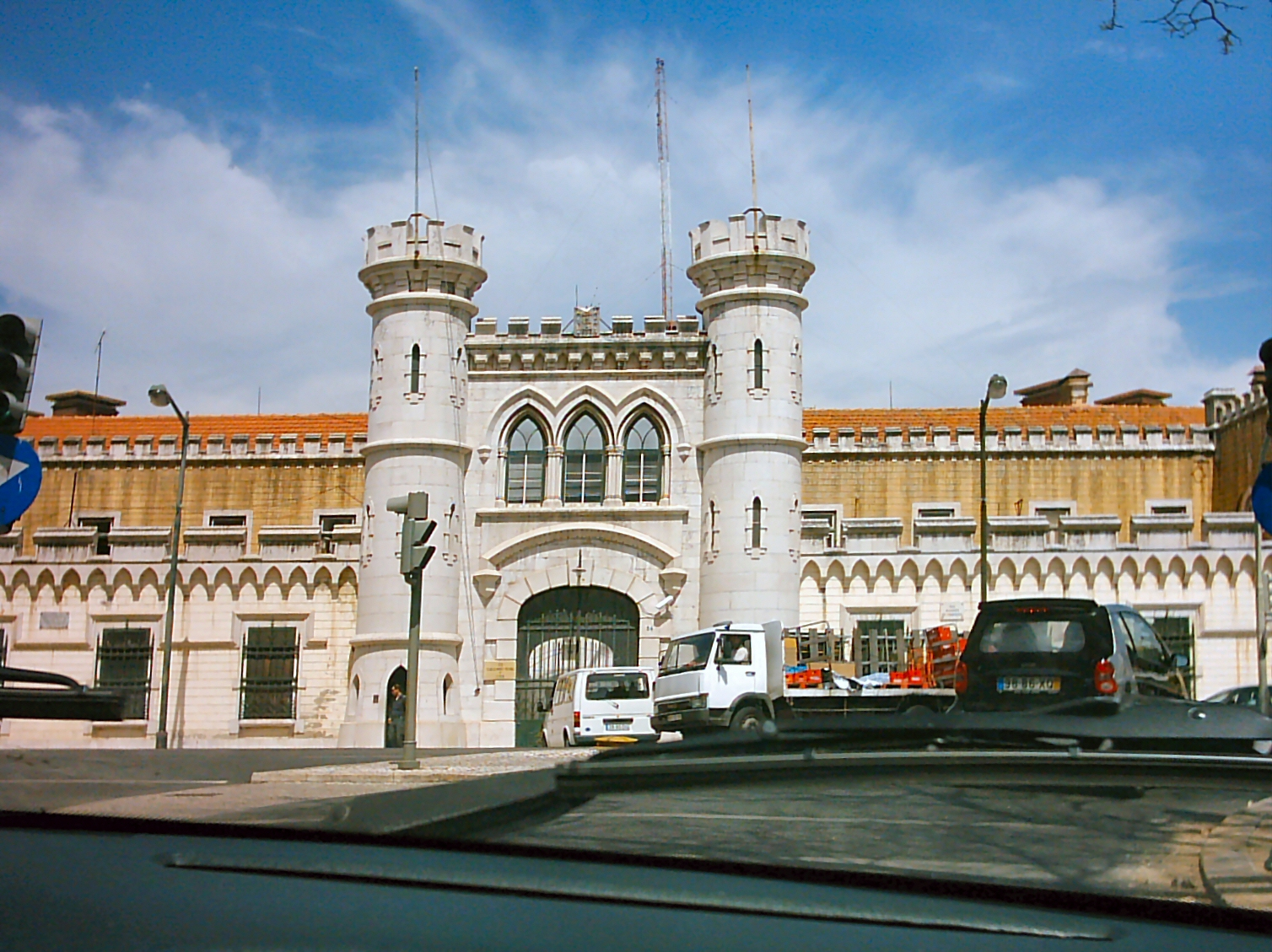
Lo stabilimento penitenziario di Lisbona, sito nella Rua Marquês da Fronteira, a Lisbona

Lo stabilimento carcerario di Lisbona (in portoghese: Estabelecimento Prisional de Lisboa) è una prigione  situata nel comune di Lisbona. La sua forza lavoro è di 887 detenuti ed è sotto la tutela della Corte d'appello di Lisbona.